# Viel-Arcy
Viel-Arcy – miejscowość i gmina we Francji, w regionie Hauts-de-France, w departamencie Aisne.
Według danych na styczeń 2014 roku gminę zamieszkiwało 177 osób, a gęstość zaludnienia wynosiła 27 osób/km².